# Халиб
Халиб (полное имя — Халиб ибн Абд ар-Рахман аль-Насири; также Галиб; араб. غالب بن عبد الرحمن الناصري‎; погиб 10 июня 981) — военачальник на службе правителей Кордовского халифата.

## Биография

### Война в Ифрикии
Халиб аль-Насири начал свою военную службу при халифе Абд ар-Рахмане III, однако главные его победы пришлись на правление ал-Хакама II. В 972 году Кордовский халифат начал в Ифрикии войну с государством Идрисидов.
Первый поход против них был неудачен, после чего халиф назначил главнокомандующим своими войсками в Северной Африке Халиба, к тому времени уже пользовавшегося авторитетом среди воинов. Халибу в 974 году удалось разбить войско правителя Идрисидов Хасана II ибн Каннуна и взять его в плен. Государство Идрисидов перестало существовать, его земли были поставлены под контроль верных испанским Омейядам правителей, а Хасан II в качестве трофея привезён в Кордову.

### Битва при Гормасе
В 974 году, воспользовавшись тяжёлой болезнью халифа ал-Хакама II и войной халифата в Ифрикии, граф Кастилии Гарсия Фернандес разорвал мир с маврами и разорил некоторые из их владений.
Оправившийся от болезни ал-Хакам в марте 975 года начал подготовку к походу в Кастилию. Халиб был назначен командующим, однако ещё до того, как войско было собрано, стало известно, что 17 апреля войско во главе с Гарсией Фернандесом осадило стратегически важную крепость Гормас (около Сан-Эстебан-де-Гормаса). Со всеми уже собранными силами Халиб аль-Насири выступил на помощь осаждённым. 21 мая у Гормаса произошёл бой между войском мусульман и христиан. Победа не досталось ни одной из сторон, но Халиб, из-за недостаточного числа воинов, был вынужден отойти от Гормаса, позволив графу Кастилии продолжить осаду.
В следующие дни к обеим сторонам подошло значительное подкрепление, в том числе в лагерь христиан со своими войсками прибыли правители королевства Леон Эльвира Рамирес и Рамиро III, король Наварры Санчо II Абарка, граф Монсона Фернандо Ансурес и граф Сальдании Гомес Диас. Общая численность войска христиан, по данным средневековых хроник, достигала 60 000 воинов.
18 июня христиане предприняли попытку штурма Гормаса, но понесли большие потери и были вынуждены отступить. Одновременно Халиб напал на лагерь христиан и нанёс им ещё одно поражение. Потеряв бо́льшую часть воинов, христианские правители приняли решение снять осаду, разделили свои войска и двинулись каждый в свои владения. Однако на обратном пути они были вновь атакованы маврами: Халиб разбил около Ланги войско Гарсии Фернандеса, переправлявшееся через Дуэро, а вали Сарагосы нанёс поражение Санчо II Абарке. Затем войско Халиба разорило приграничные земли Кастилии. Эта победа над христианами, первая более чем за 10 лет, очень высоко подняла популярность Халиба аль-Насири в войске и во всей стране.

### Союз с аль-Мансуром
Халиб не участвовал в дворцовых интригах, произошедших после смерти ал-Хакама II в 976 году, но и при новом халифе, Хишаме II, сохранил свой авторитет как лучший на тот момент военачальник халифата. Несмотря на напряжённые отношения с хаджибом (первым министром) Джафаром аль-Мусхафи, Халиб продолжал занимать значительные военные и административные должности: в 976 году он упоминается как правитель Нижней провинции, а в следующем — Средней провинции.
Совершённые им в 977 году два совместных похода с Мухаммадом ибн Абу Амиром (более известным как аль-Мансур), тесно сблизили его с этим влиятельным при дворе халифа человеком. Во время этих походов мусульманами была взята Саламанка и вновь разбиты войска трёх христианских правителей: Рамиро III, Санчо II Абарки и Гарсии Фернандеса. Союз с Халибом позволил аль-Мансуру разорвать союз с аль-Мусхафи. Попытка хаджиба переманить Халиба аль-Насири на свою сторону путём брака между двумя семьями, потерпела неудачу. 16 августа 977 года состоялось заключение брака между аль-Мансуром и дочерью Халиба, Асмой, а 26 марта 978 года, потерявший почти всякую поддержку (в первую очередь среди войска) аль-Мусхафи был арестован. Новым хаджибом стал аль-Мансур.

### Мятеж Халиба
Первоначально отношения между Халибом аль-Насири и аль-Мансуром оставались весьма дружественными, но затем между ними начались разногласия. Халиб выражал недовольство укреплением единовличной власти хаджиба, предпринятой им изоляцией халифа Хишама II от реального управления страной и проведённой аль-Мансуром реформой армии халифата, в результате которой в ней стали преобладать лично преданные хаджибу воины-берберы. Окончательный разрыв между Халибом и его зятем произошёл в 980 году во время их совместного похода против христиан. В одной из приграничных с Арагоном крепостей между двумя военачальниками вспыхнула ссора. Халиб обвинил аль-Мансура в узурпации власти, ударил его мечом и ранил. Опасаясь за свою жизнь, аль-Мансур спрыгнул с парапета башни, где произошла ссора, сумел уцепиться за выступы стены, с помощью слуг спуститься вниз и покинуть крепость. Халиб его не преследовал.
Понимая, что у него недостаточно поддержки среди войска, Халиб аль-Насири бежал в королевство Леон, где попросил военной помощи у короля Леона Рамиро III. Король дал согласие и летом 981 года войско христиан, в сопровождении отрядов сторонников Халиба, двинулось в поход на Кордову. Главной целью похода было объявлено возвращение власти халифу Хишаму II. Им навстречу выступило войско во главе с аль-Мансуром. 10 июля у Сан-Висенте (около Атьенсы) произошло сражение. Первоначально перевес был на стороне Рамиро III и Халиба, но в самый разгар битвы Халиб получил удар по голове и упал с коня. Его сторонники, считая Халиба убитым, обратились в бегство, вслед за ними начало отступление и леонское войско, понёсшее при этом значительные потери.
Одержавший победу аль-Мансур повелел разыскать тело Халиба аль-Насири и когда оно было найдено, его обезглавили, с тела содрали кожу, набили его хлопком и распяли на воротах Кордовы. Голову Халиба аль-Мансур отдал своей жене Асме, дочери погибшего военачальника. Победа над Халибом сделала аль-Мансура полновластным хозяином всей армии халифата.

## Карты
- Наступление Омейядов в Магрибе (X в.)